# 胡娜
胡娜（1963年4月16日—），生於中國四川成都，前女子網球職業選手。1982年在美國期间尋求政治庇護，曾引發中華人民共和國和美國於1979年建交後之間重大的外交事件。在獲得美國國籍後，成為女子網球職業選手。在職業賽退休後，於1996年至台灣定居並取得中華民國國籍，並在新北市新店區開設網球俱樂部以培育台灣年輕選手。後改當編劇。

## 生平
胡娜外祖父溫岭為中國早期的網球選手，家族中舅舅、姨媽也都是網球選手，而胡娜自幼便表現出運動潛能，她父親便將她送去體育學校；胡娜在四川省級比賽嶄露頭角後便獲邀至北京參與國家代表隊。
1982年，胡娜以中國國家代表隊身份，參加在美國加州舉辦的聯合會盃，第一輪比賽中國打敗日本代表隊而晉級，但在第二輪對阵德國當天，胡娜失蹤離隊，中國代表隊遍尋不著，當天比賽中國敗給了德國代表隊。居留在美國的胡娜在1983年向美國政府提出了政治庇護並獲得准許，中華人民共和國政府将该行为定性为叛国因而向美方提出強烈抗議，並宣布中止1983年中美雙方體育交流。
獲得美國國籍後，胡娜成為職業網球選手，開始代表美國參與女子網球聯合會比賽，生涯單打和雙打最高紀錄都進入世界排名前50名；1990年，仍未滿30歲的胡娜因傷被迫休息，並在美國國際網球教練學院學習並取得教練證書。
取得網球教練證書的胡娜於1996年赴台定居，在體育頻道ESPN擔任球評，並在新店區碧潭開設網球俱樂部兼任那魯灣公司營業推廣本部主任，並曾訓練台灣網球好手詹詠然；另外她還自費訓練她在花蓮挖掘的三位阿美族小球員。除了網球工作外，她目前也是自由畫家，並曾開展。
她也多次返回中國大陸探親，並與大陸網界交流。

## 胡娜事件
1982年7月，19岁的胡娜代表中国国家队去美国参加联合会杯时，在第二轮比赛前失踪、潜逃，向美国政府提出政治避难，获准並轉為美國籍；之後再轉至台灣定居，到台湾后獲封为“反共义士”大力宣传，并曾經受到中華民國副總統李登輝的接見和表彰。
2011年10月，她在新浪微博註冊並加V認證，并宣称自己是爱大陆也愛台灣，宣称“台灣”祖國，“大陆”祖國，台灣和中國都是“我的祖國”，谁也剥夺不了她热爱祖國的权利。她也认为台湾是中国不可分割的一部分。
2014年5月18日，胡娜接受udn tv《面對關鍵人物》專訪時提到，1980年代她在美國打球時，曾得到臺灣企業的金錢援助而能夠專心打球，比美國當地球員幸運。因爲美國當地選手需要自己打零工賺錢才能有經濟能力參加專業比賽。同年11月16日，胡娜重返大陆举行画展，遭到了大规模的质疑和批评，部分人认为胡娜作为一个叛国者应该公开道歉。新浪微博发起了“胡娜滚出中国”的热门议题。

## 人物评价
环球网评论称，“胡娜高调地回来了，回来‘摘桃子’却一幅嫌桃子酸的样子；没有一丝愧疚和道歉，没有对培养自己的教练的道歉，没有向受到牵连的室友教练和队友们道歉，没有对那些受到伤害的球迷们道歉，更没有向受到伤害的祖国道歉，只是说自己当年纪怎么小，怎么不得已想出国打球等等。爱国不需要理由，难道叛国还有理由吗？轻轻一句‘年轻、上当受骗’，就可以把自己洗白？”